# Сан-Анджело
Сан-Анджело (англ. San Angelo) — місто (англ. city) в США, в окрузі Том-Грін штату Техас. Населення — 99 893 особи (2020).
У місті університет Сан-Анджело (англ. Angelo State University), історичного Форт-Кончо та бази повітряних сил Гудфеллоу.
Деякі загальні прізвиська Сан-Анджело, включають Анджело, річне місто, місто Кончо, перлина Кончос, й оаза Західного Техасу.

## Географія
Сан-Анджело розташований за координатами 31°26′20″ пн. ш. 100°27′7″ зх. д. / 31.43889° пн. ш. 100.45194° зх. д. (31.438912, -100.451850). За даними Бюро перепису населення США в 2010 році місто мало площу 153,18 км², з яких 147,28 км² — суходіл та 5,90 км² — водойми. В 2017 році площа становила 161,20 км², з яких 155,28 км² — суходіл та 5,91 км² — водойми.

### Клімат
| Клімат : Сан-Анджело              | Клімат : Сан-Анджело | Клімат : Сан-Анджело | Клімат : Сан-Анджело | Клімат : Сан-Анджело | Клімат : Сан-Анджело | Клімат : Сан-Анджело | Клімат : Сан-Анджело | Клімат : Сан-Анджело | Клімат : Сан-Анджело | Клімат : Сан-Анджело | Клімат : Сан-Анджело | Клімат : Сан-Анджело | Клімат : Сан-Анджело |
| Показник                          | Січ.                 | Лют.                 | Бер.                 | Квіт.                | Трав.                | Черв.                | Лип.                 | Серп.                | Вер.                 | Жовт.                | Лист.                | Груд.                | Рік                  |
| Абсолютний максимум, °C           | 32,8                 | 36,1                 | 36,7                 | 41,7                 | 43,3                 | 43,3                 | 43,9                 | 43,9                 | 41,7                 | 38,9                 | 33,9                 | 32,8                 | 43,9                 |
| Середній максимум, °C             | 15,3                 | 17,5                 | 21,7                 | 26,7                 | 30,7                 | 33,4                 | 35,1                 | 34,8                 | 31,0                 | 26,0                 | 20,2                 | 15,5                 | 25,7                 |
| Середній мінімум, °C              | 0,7                  | 2,8                  | 6,9                  | 11,1                 | 16,6                 | 20,4                 | 21,8                 | 21,5                 | 17,5                 | 12,0                 | 5,7                  | 0,9                  | 11,6                 |
| Абсолютний мінімум, °C            | −17,2                | −18,3                | −13,3                | −5                   | 1,7                  | 5,6                  | 12,2                 | 7,2                  | 1,7                  | −7,2                 | −11,1                | −20                  | −20                  |
| Норма опадів, мм                  | 24                   | 34                   | 38                   | 36                   | 72                   | 66                   | 30                   | 57                   | 62                   | 69                   | 29                   | 22                   | 539                  |
| Днів з опадами                    | 4,6                  | 5,0                  | 5,6                  | 4,5                  | 6,6                  | 6,2                  | 4,7                  | 5,5                  | 4,8                  | 6,2                  | 4,0                  | 4,5                  | 62,2                 |
| Днів зі снігом                    | 0,8                  | 0,2                  | 0,1                  | 0                    | 0                    | 0                    | 0                    | 0                    | 0                    | 0                    | 0,1                  | 0,3                  | 1,5                  |
| --------------------------------- | -------------------- | -------------------- | -------------------- | -------------------- | -------------------- | -------------------- | -------------------- | -------------------- | -------------------- | -------------------- | -------------------- | -------------------- | -------------------- |
| Джерело: National Weather Service |                      |                      |                      |                      |                      |                      |                      |                      |                      |                      |                      |                      |                      |

## Демографія
Згідно з переписом 2010 року, у місті мешкало 93 200 осіб у 36 117 домогосподарствах у складі 22 910 родин. Густота населення становила 608 осіб/км². Було 39548 помешкань (258/км²).
Расовий склад населення:
| - 80,4 % — білих - 4,6 % — чорних або афроамериканців - 1,1 % — азіатів - 0,8 % — корінних американців - 0,1 % — вихідців з тихоокеанських островів - 10,0 % — осіб інших рас |

До двох чи більше рас належало 2,9 %. Частка іспаномовних становила 38,5 % від усіх жителів.
За віковим діапазоном населення розподілялося таким чином: 23,4 % — особи молодші 18 років, 62,8 % — особи у віці 18—64 років, 13,8 % — особи у віці 65 років та старші. Медіана віку мешканця становила 32,8 року. На 100 осіб жіночої статі у місті припадало 94,8 чоловіків; на 100 жінок у віці від 18 років та старших — 92,2 чоловіків також старших 18 років.
Середній дохід на одне домашнє господарство становив 62 441 долар США (медіана — 44 802), а середній дохід на одну сім'ю — 72 203 долари (медіана — 57 485). Медіана доходів становила 39 474 долари для чоловіків та 29 257 доларів для жінок. За межею бідності перебувало 16,1 % осіб, у тому числі 21,1 % дітей у віці до 18 років та 11,2 % осіб у віці 65 років та старших.
Цивільне працевлаштоване населення становило 42 952 особи. Основні галузі зайнятості: освіта, охорона здоров'я та соціальна допомога — 24,5 %, роздрібна торгівля — 13,2 %, мистецтво, розваги та відпочинок — 9,5 %, науковці, спеціалісти, менеджери — 8,4 %.

## Персоналії
- Пол Родерік Грегорі (* 1941) — американський економіст.